# Sabulodes oberthuri
Sabulodes oberthuri là một loài bướm đêm trong họ Geometridae.